# Villa Muñoz
Villa Muñoz es uno de los 62 barrios oficialmente reconocidos de Montevideo (Uruguay). Comprendido administrativamente en el Municipio C, limita al norte con Goes, al sur con Cordón, al este con La Comercial y con La Aguada al oeste. Es comúnmente conocido como «Barrio de los Judíos» debido a la considerable inmigración judía europea que llegó a la zona a partir de finales del siglo XIX.

## Historia

Intersección de las actuales calles Arenal Grande y Inca.

El barrio nació en la segunda mitad del siglo XIX, cuando el empresario de origen español Emilio Reus inició el proyecto de construcción de una zona residencial ―Reus al Norte― en la zona centro-oeste de Montevideo, que estaba en pleno proceso de expansión.Para la construcción, que inició en 1888, se empleó a más de dos mil trabajadores, y se instalaron dos líneas de tranvía para conectar el área con otras partes de la ciudad. Sin embargo, las obras fueron lentas, y en 1889 la empresa constructora debió buscar un crédito y vender las viviendas incluso antes de finalizadas.
El empresario Francisco Piria remató los primeros solares, siendo el presidente Máximo Tajes la primera persona en adquirir uno. Debido al pánico de 1890, el negocio quebró, y la empresa quedó integrada al capital del recién creado Banco Hipotecario del Uruguay, que se encargó de la finalización de las obras y la posterior venta del resto de viviendas, caracterizadas por su arquitectura modernista. Una vez finalizada la construcción del barrio, se le cambió el nombre a «Villa Muñoz», en honor a José María Muñoz, primer presidente del banco.
Desde finales del siglo XIX y la primera mitad del siglo XX se asentaron en el barrio una gran cantidad de judíos, principalmente de la comunidad asquenazí de Europa Oriental, que buscaban mejores condiciones de vida y escaparse de los pogromos.Establecieron en la zona las primeras sinagogas, y escuelas y asociaciones judías del país, y crearon el Banco Israelita y la Mutualista Israelita del Uruguay.Asimismo, predominaba en el barrio el idioma yidis, que se mezclaba con las lenguas de otras comunidades de inmigrantes en Montevideo, como el italiano.
Con el transcurso del tiempo surgieron tiendas minoristas y mayoristas dirigidas por judíos, lo que convirtió al barrio en una concurrida zona comercial, y que generó que se la conozca como barrio de los judíos.